# Софроније Раваничанин
Софроније Раваничанин је српски православни монах, епископ арадски у периоду од 1721. до 1726. године. 
Већи део живота провео је у манастиру Раваница, по коме и носи име. Забележено је да је 1691. године, као јеромонах, при повлачењу монаштва пред најездом Турака, када су из манастира понете мошти кнеза Лазара и драгоцености, био један од чувара моштију светог кнеза Лазара, када су оне однете у СентАндреју, а затим у манастиру Врдник, где је био и настојатељ. 
Након смрти владике Јоаникија 1721. године Јован Текелија са арадским Србима и граничарским официрима из Поморишја се обратио митрополиту Вићентију Поповићу са захтевом да Софроније Раваничанин буде постављен за њиховог епископа. У складу са овом жељом следеће године митрополит је Двору препоручио Софронија за епископа, мада се томе противио београдски митрополит Мојсије Петровић, који је за то место предлагао Вићентија Јовановића. Жеља официра и народа из Арада, уз утицај митрополита Вићентија, била је довољна да за епископа буде потврђен и посвећен Софроније. 
Док је био епископ, боравио је у манастиру Врдник. Остао је упамћен по томе да је издржао унијатски притисак и да ни је прихватио унију. 